# Tomo Nakaoka
Tomo Nakaoka（トモ ナカオカ、1987年2月1日 - ）は、日本の作曲家、編曲家、ビートメイカー。第54回日本レコード大賞新人賞受賞曲「あんた」（ ティーナ・カリーナ）の編曲を担当したことで知られる。大阪市出身。

## 来歴
大阪府立東住吉高等学校。13歳でギターを始め、19歳でプロギタリストとして活動を開始し、スタジオ・ミュージシャン として複数のアーティストのバック演奏に参加している。編曲を担当したティーナ・カリーナの楽曲「あんた」が第54回輝く!日本レコード大賞新人賞を受賞。その後は作曲・編曲、ビートメイクなどの制作活動を行い、nakaokaan、岡澤知輝、Tomo Nakaoka名義で国内外のアーティストの作品に携わっている。

## 作品

### 参加作品（選抜）
以下は、すべて Tomo Nakaoka／nakaokaan／岡澤知輝 (Tomoki Okazawa) 名義での参加作品の代表例。
- 学芸大青春
  - Race!（作曲）

- 超特急
  - Play Back（作詞・共作／作曲）

- ティーナ・カリーナ（主な参加作品）
  - あんた（編曲・共作） — 第54回日本レコード大賞 新人賞受賞曲[1]
  - 100年先もそばにいる（作曲・共作） — Canon「EOS Kiss X8i」CM[2]
  - あかん（作曲・共作）
  - しもた（作曲・共作） — 読売テレビ系『情報ライブ ミヤネ屋』エンディングテーマ[3]。ミュージックビデオには壇蜜が出演して社会的な話題を呼んだ[4]。
  - フリージア（作曲）
  - 好き（作曲）
  - 夏の魔法（作曲）
  - 帰り道（作曲・共作／編曲・共作）[5]
  - 真夜中の独り言（作曲・共作）

- ニホンジン
  - アイコトバ（作曲）
  - 全員野球（作曲）
  - 手をつないで（作曲）
  - 夏のプロローグ（作曲）
  - 虹（編曲・共作）

- 松下洸平
  - MUSIC WONDER（作曲）[6]

- 水樹奈々
  - Reboot!（作曲）[7]

- M!LK
  - give you（作曲）[8]

- MILLEA
  - Good Night（作曲・共作）
  - Shooting Star（作曲・共作）[9]
  - This is my life（作曲・共作）
  - One more love song（作曲）

- 山猿
  - アオハル（作曲・共作／編曲）
  - シングルベット（編曲）
  - DEAR...again（編曲）
  - Prayer（作曲・共作／編曲）

- 横山だいすけ
  - チクタクシンキング（作曲）

- りゅうと
  - 20（作曲）

- 緑黄色社会
  - regret -New Rec Ver.-（Guitar Recording Direction）

- Rake
  - 夢を抱いて～はじまりのクリスロード～（作曲・共作） — テレビ東京系アニメ『NARUTO -ナルト- 疾風伝』エンディングテーマ[10]